# Pomianów Dolny
Pomianów Dolny (německy Nieder Pomsdorf) je vesnice v Dolnoslezském vojvodství v Polsku. Je součástí městsko-vesnické gminy  Ziębice v okrese Ząbkowice Śląskie. Leží přibližně 12 km jižně od města Ziębice.